# Streatham

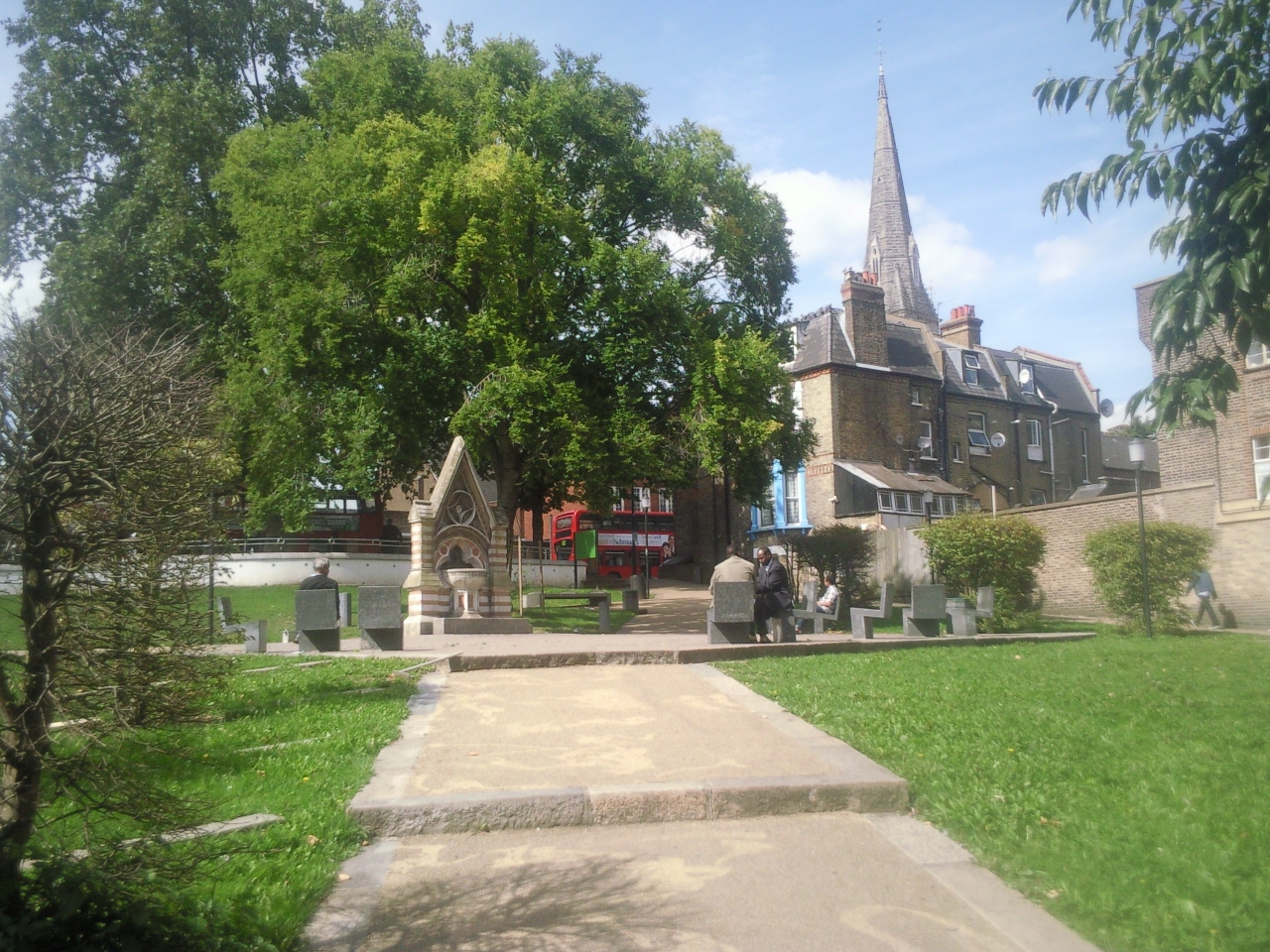
Streatham Green

Streatham ist ein südlicher Stadtteil Londons und liegt im Borough of Lambeth. Der Stadtteil liegt zwischen Brixton im Norden und Norbury im Süden und wird als eines der 35 Zentren Londons bezeichnet. Streatham ist in zwei Postleitzahlen geteilt: SW16 (wie auch Norbury) und SW2.

## Persönlichkeiten
- Marjorie Spiller (1897–1942), Schauspielerin und Berufspilotin
- Sydney Lee (1911–1986), Billardspieler, Snookerschiedsrichter und Billardtrainer
- Cyril A. Grob (1917–2003), Schweizer Chemiker und Hochschullehrer
- Peter Davison (* 1951), Schauspieler
- Dave (* 1998), Rapper und Schauspieler